# Thomas Steiner (Schiedsrichter)

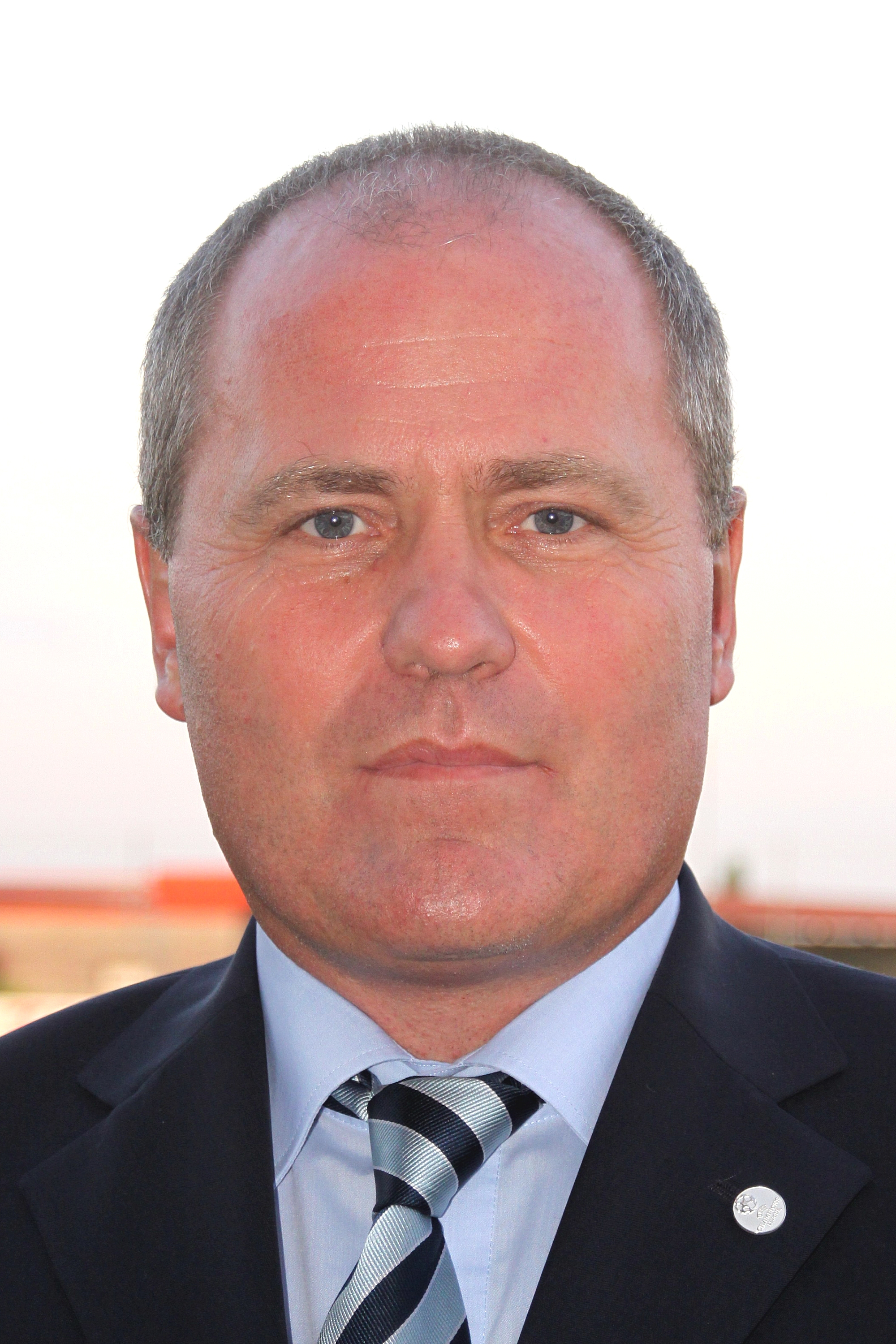
Thomas Steiner (2009)

Thomas Steiner (* 25. März 1963 in Wien) ist ein ehemaliger österreichischer Fußballschiedsrichter und TV-Schiedsrichter-Experte.

## Karriere

### Linien- und Schiedsrichter
Thomas Steiner begann nach dem Fußballspielen in den 1980er Jahren als Fußballschiedsrichter. Ab 1993 leitete er Spiele in der Landesliga und später in der Regionalliga. Im Sommer 1993 stieg er zunächst als Linienrichter in die österreichischen Bundesliga auf. Vier Jahre später wurde er auch als Schiedsrichter in die höchsten Spielklasse Österreichs befördert. Sein Debüt gab er am 1. Mai 1999 beim Spiel Vorwärts Steyr gegen Austria Lustenau. International war er als Schiedsrichterassistent oder vierter Offizieller bei Länderspielen (EM- und WM-Qualifikation) und in Europapokal-Spielen (Champions League und UEFA-Cup) im Einsatz. Nach insgesamt 100 Spielen BL1 und vier Spieleinsätzen in der Schweiz beendete der zweifache „Bruno“-Gewinner als Schiedsrichter des Jahres 2004 und 2007 seine aktive Laufbahn im Dezember 2008. In der Ersten Liga leitete er insgesamt 87 Spiele.

### Laufbahn als Fußballer
Thomas Steiner gehörte von 1973 bis 1983 dem Nachwuchs von Admira Wacker an. Er schaffte im Jahr 1979 Einberufungen in die ÖFB-Jugendauswahl. Nach drei Jahren U21 bei Admira Wacker wechselte er zum SC Tulln in die NÖ-Landesliga – 3. Leistungsstufe.
In der Saison 83/84 schaffte er mit dem SC Tulln die Qualifikation in die neugegründete Regionalliga Ost. Nach Stationen bei Casino Baden, SC Zeiselmauer und dem ASK Marienthal, legte er im Jahr 1990 die Schiedsrichter-Prüfung ab.
- Admira Wacker 1973–1983
- SC Tulln 1983–1986
- Casino Baden 1986–1987
- SC Zeiselmauer 1987–1990
- ASK Marienthal 1990

### TV-Experte
Beim ORF ist er laufend, seit der Heim EM2008 als Schiedsrichter-Experte bei sämtlichen Großereignissen und Länderspielen des ÖFB im Einsatz.